# Deutsches Staatsarchiv
Das Deutsche Staatsarchiv war eine von 1840 bis 1844 jährlich erschienene Zeitschrift, die von Johann Karl Immanuel Buddeus redigiert wurde. Das Periodikum erschien in Jena bei Friedrich Frommann.
Sämtliche Bände sind mit Volltextrecherche-Möglichkeit über die Österreichische Nationalbibliothek (ÖNB) online durchsuchbar.